# Wilk i owce

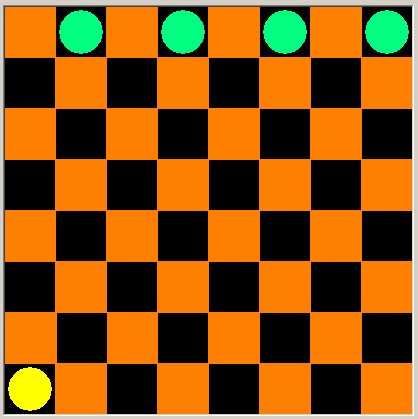
Wilk i owce

Wilk i owce – tradycyjna gra o typie warcabowym.
Jeden z graczy dysponuje czterema pionami białymi (owcami), drugi dysponuje jednym pionem czarnym (wilkiem). Pozycja początkowa wygląda następująco: owce obsadzają pierwszy rząd szachownicy, wilk staje na jednym dowolnym wybranym polu krańcowego rzędu szachownicy.
Celem gracza-wilka jest przedostanie się na pierwszy rząd pól szachownicy.
Gracz dysponujący owcami wygrywa, gdy uda mu się zablokować wilka tak, żeby nie mógł on wykonać posunięcia.
Grę rozpoczyna gracz grający wilkiem. W jednym ruchu może przejść o jedno pole po przekątnej w dowolną stronę.
Piony gracza grającego owcami w kolejnych posunięciach przechodzą także o jedno pole po przekątnej, lecz tylko do przodu. Wilk może cofać się, a owce nie.
Przy bardzo uważnej grze owce zawsze mogą wygrać, w pewnych wypadkach może to jednak wymagać wykonania szeregu precyzyjnych i nieoczywistych ruchów, co oznacza, że w praktycznej grze obie strony mają podobne szanse (o ile grający owcami nie jest ekspertem).
Gra wilk i owce jest znana w różnych krajach pod innymi nazwami (np. jako wilk i psy).